# Georg Heinrich Borowski

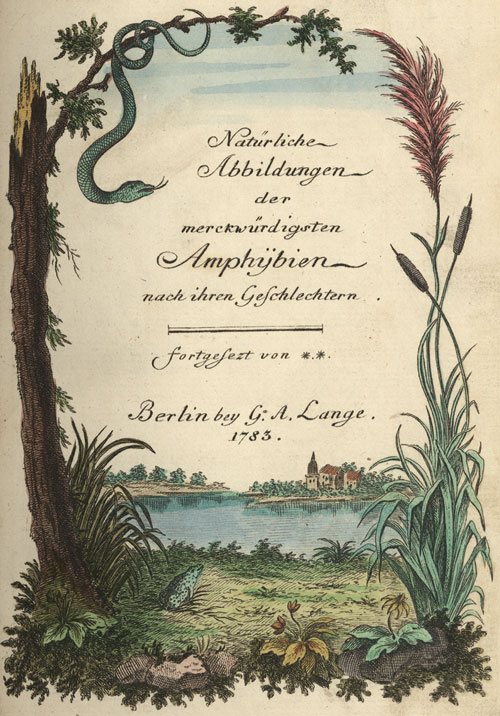
Naturgeschichte des Thierreichs Amphibien, 1783

Georg Heinrich Borowski (26 juli 1746, Koningsbergen — 26 juli 1801, Frankfurt) was een Duits zoöloog.
Borowski was een professor in natuurlijke historie en binnenlandse economie op de Universiteit van Viadrina. Hij publiceerde een aantal werken, zoals het boek Gemeinnüzzige Naturgeschichte des Thierreichs ('mysterieuze natuurhistorie van het dierenrijk') in 1781. Hierin beschreef Borowski voor het eerst de bultrug (Megaptera novaeangliae) onder de wetenschappelijke naam Balaena novaeangliae.
- Gemeinsame Normdatei: 11762134X
- International Standard Name Identifier: 0000 0000 5133 5418
- Library of Congress Control Number: no90015680
- Nederlandse Thesaurus van Auteursnamen: 129058254
- Istituto Centrale per il Catalogo Unico: MILV378975
- Système universitaire de documentation: 122196694
- Virtual International Authority File: 37698500
- WorldCat: E39PBJfGTmwWcd3GtymWXgQTHC